# Paba (upazila)
Paba (en bengali : পবা) est une upazila du Bangladesh située dans le district de Rajshahi et dans la division de Rajshahi. Elle compte 368 889 habitants au recensement de 2022.

## Géographie
L'upazila de Paba a une superficie de 280,42 km2. Elle est délimitée par les upazilas de Mohanpur et Tanore au nord, du Bengale-Occidental indien et de Charghat au sud, de Puthia et Durgapur à l'est et de Godagari à l'ouest.

## Population
Selon le recensement de 2022 du Bangladesh, l'upazila de Paba compte une population de 368 889 habitants contre 314 196 en 2011, 262 251 en 2001 et 213 379 en 1991. 31,36 % des habitants vivent en zone urbaine.

## Administration
Paba devient une upazila le 11 septembre 1983. L'upazila est divisée en est créée  divisée en huit union parishads (en) Baragachhi, Damkur, Darshan Para, Haragram, Harian, Haripur, Hujuri Para et Parila, et deux municipalités, Katakhali et Noahata. Les paroisses de l'Union sont subdivisées en 191 mauzas (en) et 211 villages.